# Comté de Jackson (Dakota du Sud)
Pour les articles homonymes, voir Jackson et Comté de Jackson.
Le comté de Jackson est un comté situé dans l'État du Dakota du Sud, aux États-Unis. En 2010, sa population est de 3 031 habitants. Son siège est Kadoka.

## Histoire
Créé en 1914, le comté est nommé en l'honneur de J. R. Jackson, membre de la législature du territoire du Dakota. En 1983, le comté de Jackson absorbe le comté voisin de Washabaugh.

## Villes du comté
- City :
  - Kadoka
- Towns :
  - Belvidere
  - Cottonwood
  - Interior
- Census-designated place :
  - Wanblee

## Démographie
Selon l'American Community Survey, en 2010, 84,48 % de la population âgée de plus de 5 ans déclare parler l'anglais à la maison, 10,20 % dakota, 3,90 % l'espagnol et 1,42 % une autre langue.
| 1920  | 1930  | 1940  | 1950  | 1960  | 1970  |
| ----- | ----- | ----- | ----- | ----- | ----- |
| 2 472 | 2 636 | 1 955 | 1 768 | 1 985 | 1 531 |

| 1980  | 1990  | 2000  | 2010  | - | - |
| ----- | ----- | ----- | ----- | - | - |
| 3 437 | 2 811 | 2 930 | 3 031 | - | - |

## Images

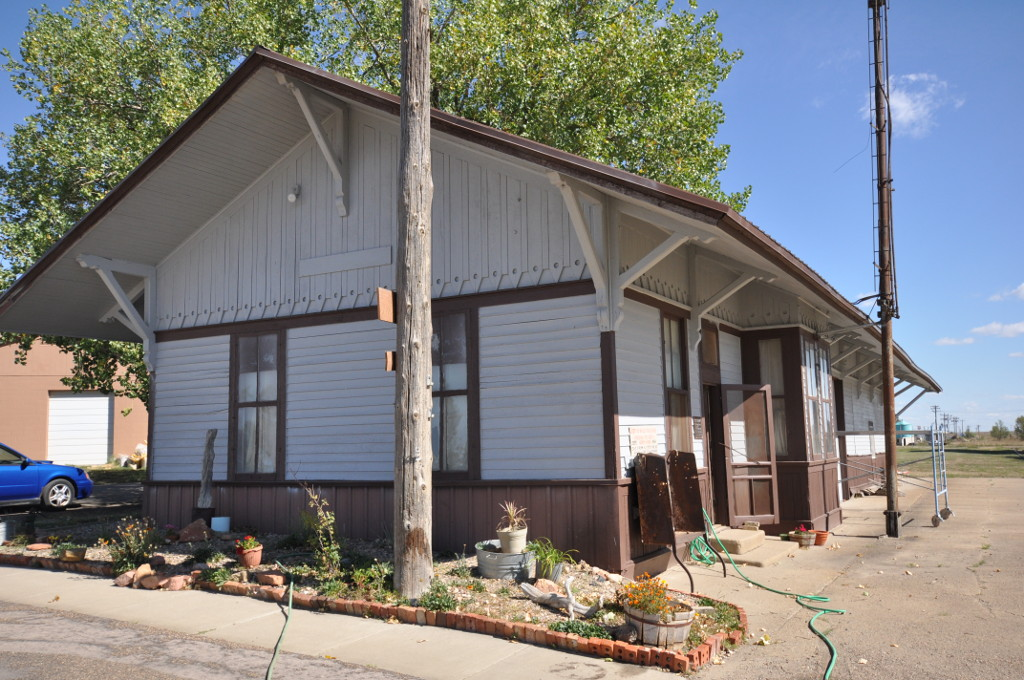
L'ancienne gare de Kadoka.
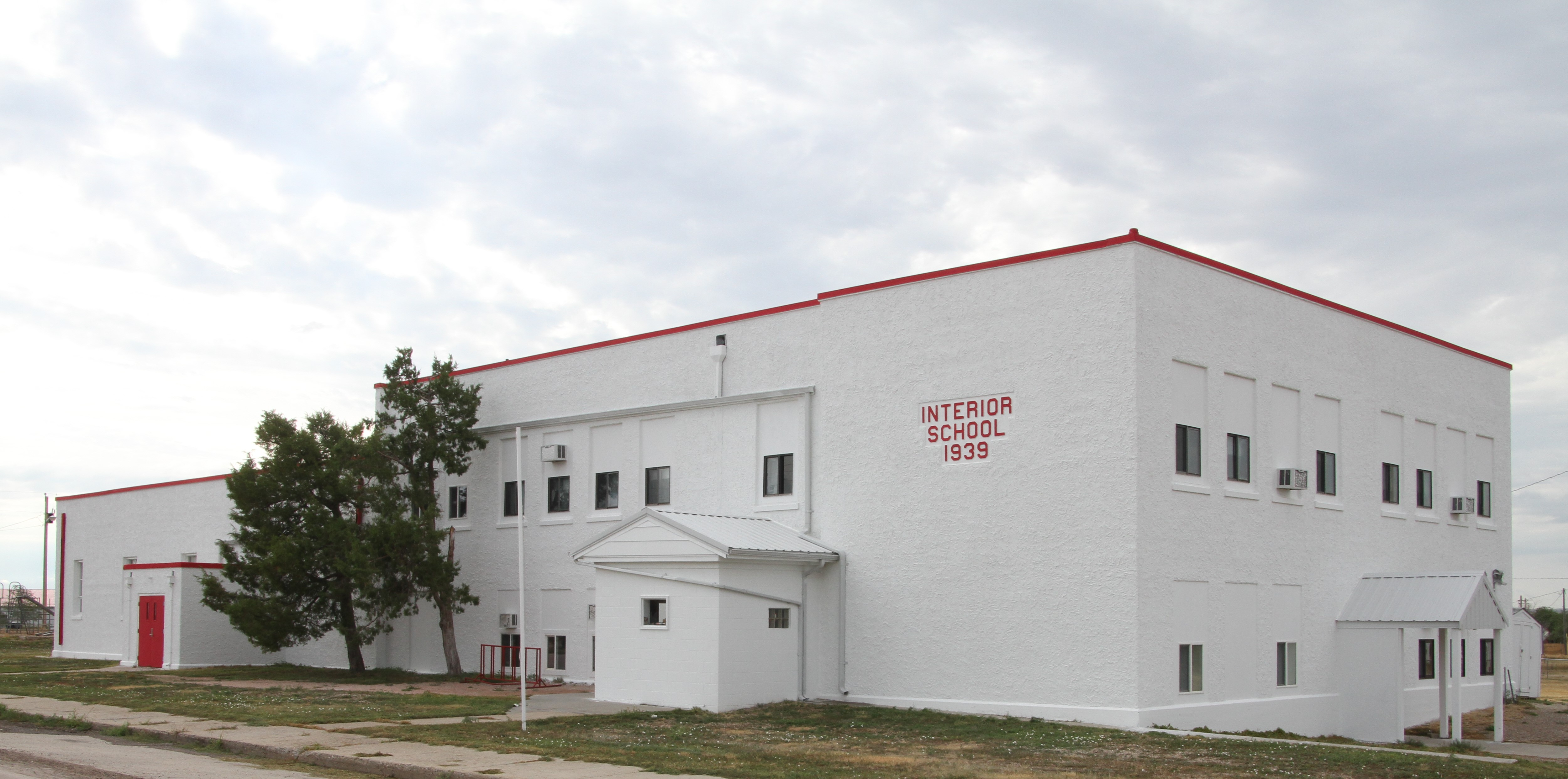
École à Interior.
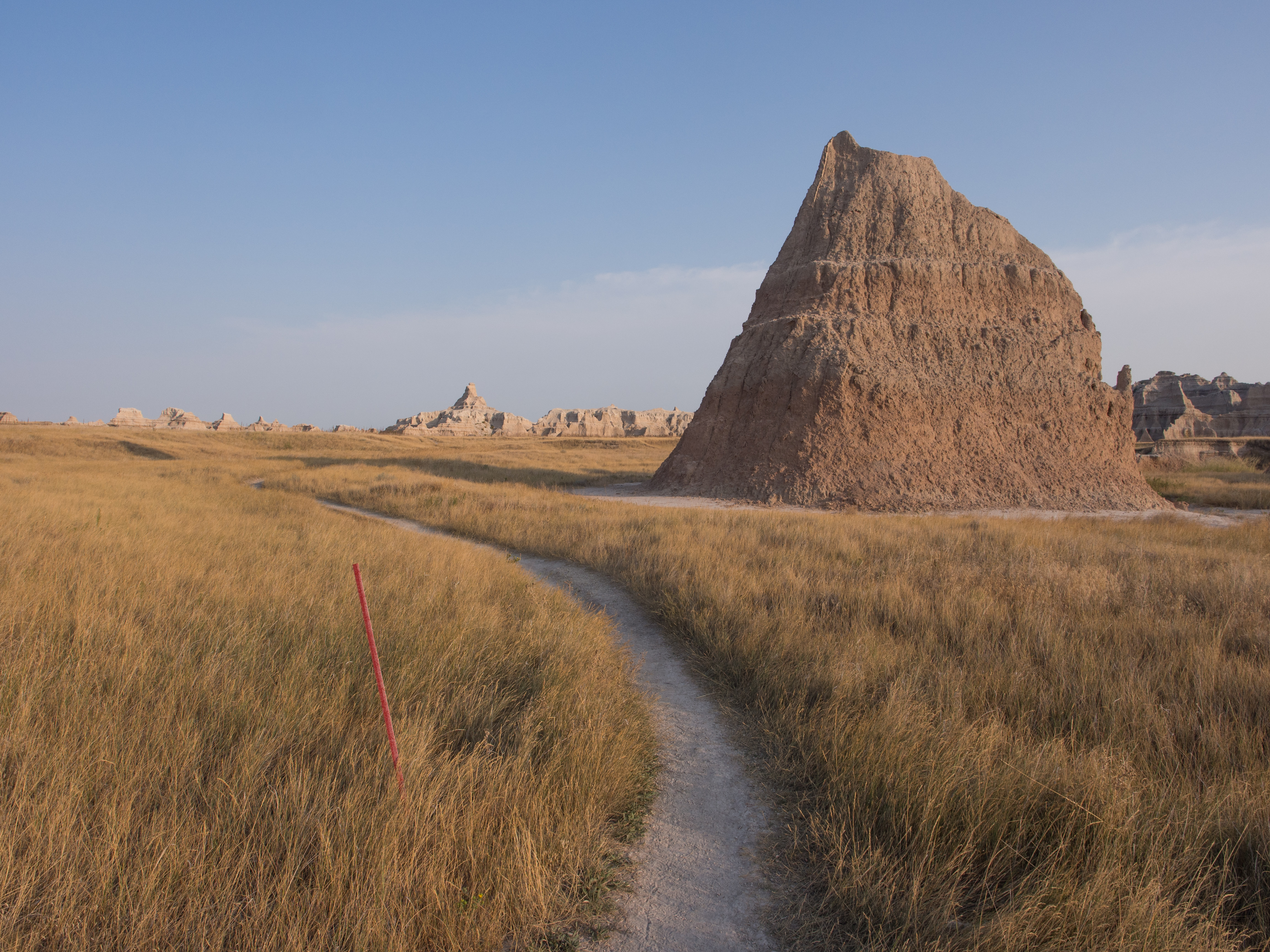
Dans le parc national des Badlands, vue depuis le Castle Trail.
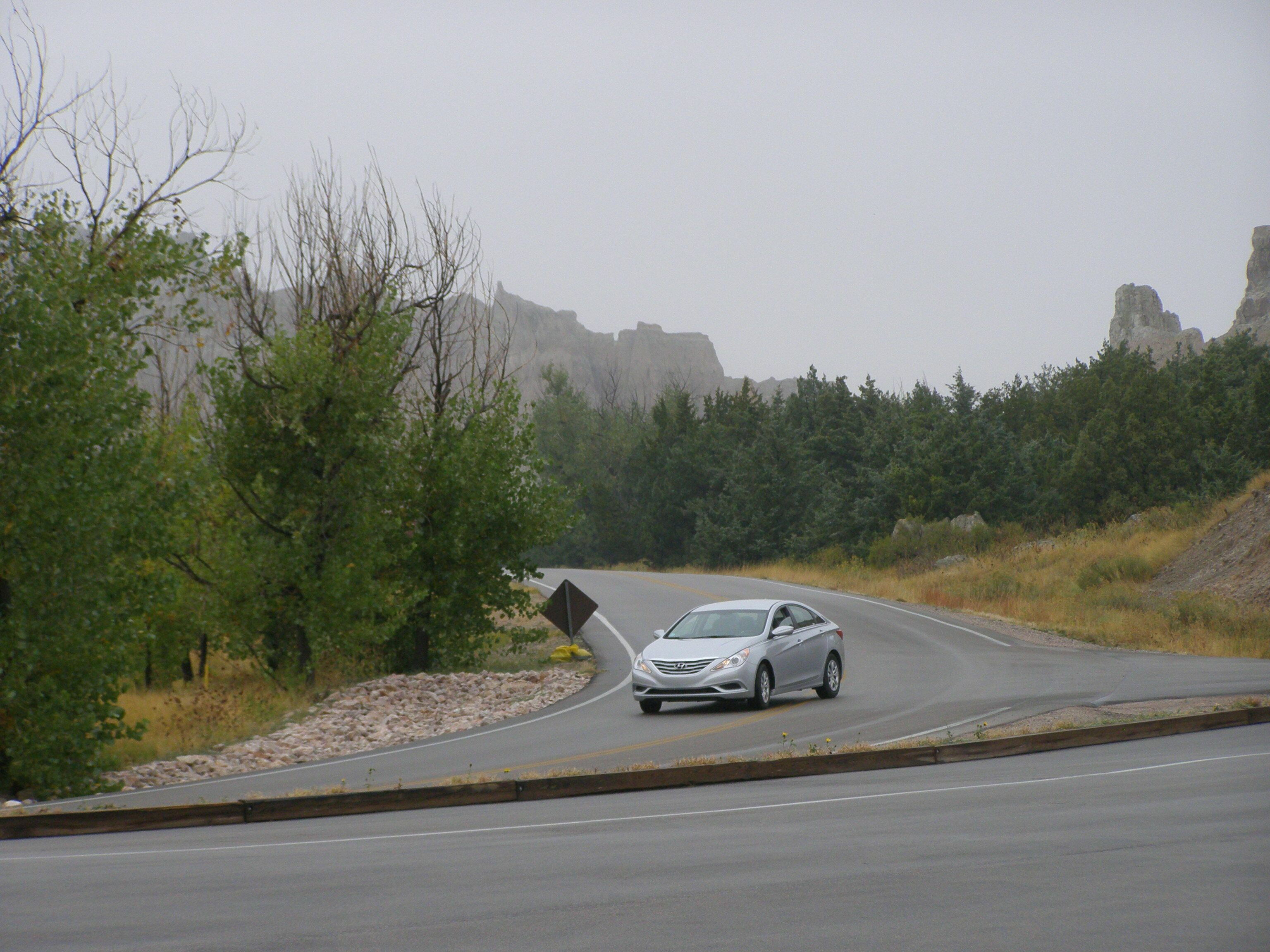
Le col Cedar.